# Percorsi cicloturistici della provincia di Ferrara
I percorsi cicloturistici della provincia di Ferrara sono itinerari per gli amanti della bicicletta. Si snodano sul territorio pianeggiante del ferrarese e sono costituiti da piste ciclabili asfaltate, da argini sterrati, da sottili stradine di campagna e, in alcuni casi, da strade a traffico misto.

## Percorsi
I percorsi sono sette e i vari punti di partenza sono raggiungibili con mezzi pubblici, come treno ed autobus, entrambi attrezzati per il trasporto della bicicletta:

### Le Mura di Ferrara
- Lunghezza percorso km 17,290

L'itinerario inizia da Ferrara, in piazza Savonarola. Dopo aver seguito il percorso sulle Mura di Ferrara, termina sull'argine del fiume Po, presso il centro visite Oasi naturale dell'isola Bianca.

### L'anello d'acqua Burana-Destra Po
- Lunghezza percorso km 51,150

L'itinerario inizia dal quartiere Mizzana di Ferrara, lungo la sponda del canale Burana e, dopo aver attraversato Vigarano Pieve e Bondeno, si innesta sul percorso cicloturistico Destra Po. Costeggiando il Po, raggiunto Pontelagoscuro, si ritorna a Ferrara.

### Le terre del Primaro
- Lunghezza percorso km 48,590

Partendo da Ferrara, costeggiando il Primaro, si attraversano le località Torre Fossa, Gaibanella, Marrara, San Nicolò, Ospital Monacale e Traghetto. Giunti nel parco del Delta, si possono visitare il Museo delle Valli, la pieve di San Giorgio (569 d.C.) e il bosco del Traversante.

### Nel paesaggio della Grande Bonifica Ferrarese
- Lunghezza percorso km 17,260

Si sviluppa da Ro a Copparo.

### Nel parco del Delta del Po
- Lunghezza percorso km 34,140

Partendo dall'abbazia di Pomposa, costeggiando la riserva naturale Bosco della Mesola si giunge alla Lanterna Vecchia di Gorino Ferrarese, un faro trasformato in osservatorio avifaunistico. Il percorso è all'interno del parco regionale del Delta del Po.

### Attorno alle Valli
- Lunghezza percorso km 40,020

Da Porto Garibaldi, dopo aver attraversato Comacchio e costeggiato le sue valli, il percorso termina nell'Oasi di Boscoforte.

### Fra il parco del Delta e il mare
- Lunghezza percorso km 26,470

Partendo dall'abbazia di Pomposa, attraversate le località balneari Lido di Volano, Lido delle Nazioni, Lido di Pomposa e Lido degli Scacchi si raggiunge Porto Garibaldi.